# Mariä Himmelfahrt (Ringingen)

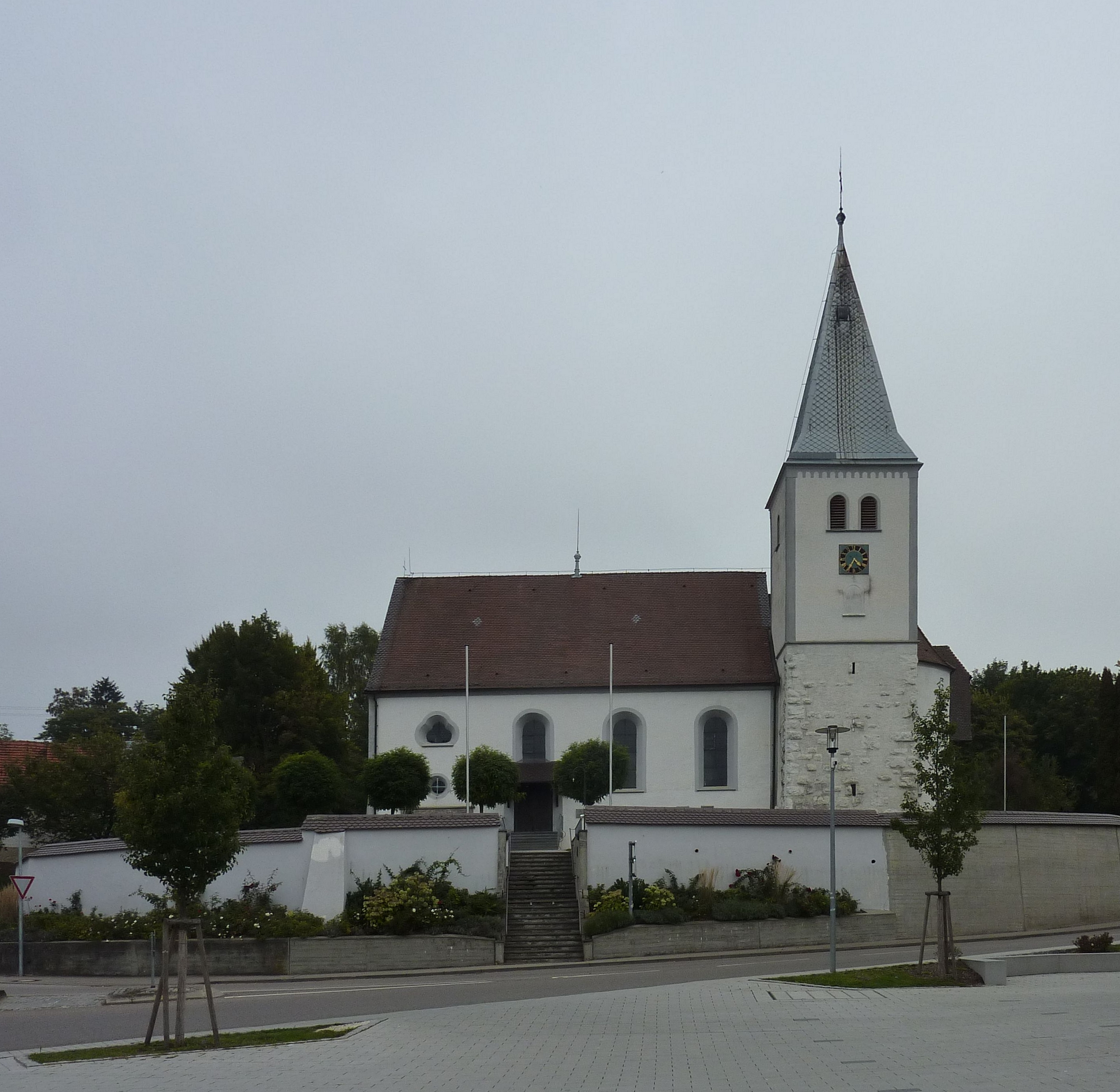
Kirche Mariä Himmelfahrt

Mariä Himmelfahrt in der Blaubeurer Straße 3 in Ringingen, einem Stadtteil von Erbach (Donau) im Alb-Donau-Kreis in Baden-Württemberg, ist eine römisch-katholische Kirche aus der Barockzeit.

## Geschichte
Der heutige Ort Ringingen liegt an Verkehrswegen aus vorrömischer Zeit und war bereits in der Jungsteinzeit besiedelt. Auch Siedlungsspuren aus der Kelten- und Alemannenzeit sind vorhanden. Seit 1248 bestand eine Pfarrei in Ringingen; Überreste eines romanischen Vorgängerbaus der Kirche Mariä Himmelfahrt sind erhalten geblieben, obwohl der Ort während des Dreißigjährigen Krieges zerstört wurde.
Mariä Himmelfahrt wurde in den Jahren 1771 bis 1786 erbaut, wobei die erhalten gebliebenen romanischen Grundmauern ihrer Vorgängerin verwendet wurden. 1950 erhielt sie vier neue Glocken. In den Jahren 1989/90 wurde sie renoviert.
Die Kirche besitzt Seitenaltäre im Stil der Renaissance und einen barocken Hochaltar, der wahrscheinlich aus der Kirche St. Eberhard in Stuttgart stammt. Sie ist mit dem Pfarrhaus baulich verbunden.

## Orgel
Die Orgel von der Firma Sandtner in Dillingen wurde im Jahr 2000 eingeweiht. Das Schleifladen-Instrument hat 22 Register auf zwei Manualwerken und Pedal. Die Spiel- und Registertraktur ist mechanisch.
| I Hauptwerk C–g3 |             |       |
| 1.               | Principal   | 8′    |
| 2.               | Gedeckt     | 8′    |
| 3.               | Amorosa     | 8′    |
| 4.               | Octave      | 4′    |
| 5.               | Blockflöte  | 4′    |
| 6.               | Quinte      | 2 ⁄3′ |
| 7.               | Superoctave | 2′    |
| 8.               | Mixtur      | 1 ⁄3′ |
| 9.               | Trompete    | 8′    |

| II Schwellwerk C–g3 |             |        |
| 10.                 | Rohrgedeckt | 8′     |
| 11.                 | Gamba       | 8′     |
| 12.                 | Fugara      | 4′     |
| 13.                 | Traverse    | 4′     |
| 14.                 | Nasard      | 2 ⁄3′  |
| 15.                 | Flageolett  | 2′     |
| 16.                 | Terz        | 1 3⁄5′ |
| 17.                 | Oboe        | 8′     |
|                     | Tremulant   |        |

| Pedalwerk C–f1 |             |     |
| 18.            | Subbaß      | 16′ |
| 19.            | Octavbaß    | 8′  |
| 20.            | Violoncello | 8′  |
| 21.            | Tenoroctav  | 4′  |
| 22.            | Posaune     | 16′ |

- Koppeln: II/I, I/P, II/P (als Tritte)